# Elimar Klebs
Elimar Klebs (15 de octubre de 1852 - 16 de mayo de 1918) fue un historiador alemán de la Edad Antigua. Era hermano del botánico Georg Albrecht Klebs.

## Biografía
Klebs nació en Braunsberg (Braniewo), Prusia. Estudió en la Universidad Humboldt de Berlín con Theodor Mommsen y Heinrich von Treitschke, recibiendo su doctorado en 1876 y su habilitación en 1883. Posteriormente, se desempeñó como profesor asociado en Berlín. Junto con Hermann Dessau y Paul von Rohden, participó en la producción de la primera edición de la Prosopographia Imperii Romani de la Academia de Ciencias de Prusia. Klebs preparó el primer volumen, las letras AC, que apareció en 1897.
A partir de 1906, fue profesor de historia antigua en la Universidad de Marburg. A causa de una enfermedad grave, fue puesto en licencia en 1913 y relevado de sus deberes académicos al año siguiente. Murió en Marburgo.

## Publicaciones
Klebs se centró en la historia de la antigua Roma, como la Historia Augusta, la Historia Apollonii y también los estudios sobre el cortesano Petronio. Además, hizo importantes contribuciones a la Realencyclopädie der classischen Altertumswissenschaft. Los siguientes son algunos de sus principales esfuerzos literarios:
- Prosopographia Imperii Romani saec. I. II. III. Band 1 A – C, Reimer, Berlín, 1897.
- Die Erzählung von Apollonius aus Tyrus. Eine geschichtliche Untersuchung über ihre lateinische Urform und ihre späteren Bearbeitungen. Berlín, 1899.
- Die Sammlung der Scriptores historiae Augustae, Rheinisches Museum für Philologie Band 45, 1890.[3]
- Petroniana. Anhang I. Die municipalen Praetoren. Anhang II. Vrbs, oppidvm, civitas, patria.
- De scriptoribus aetatis Sullanae. Berlin 1876, (Berlín, Universität, Dissertation, 1876).
- Zur Composition von Petronius Satirae. En: Philologus. Band 47, 1889, S. 623–635, doi 10.1524/phil.1888.47.14.623
- Das dynastische Element in der Geschichtsschreibung der römischen Kaiserzeit. In: Historische Zeitschrift. Band 61 = NF 25, Heft 2, 1889, S. 213–245, JSTOR 27596666